# Heinrich von Lüttwitz
Pour les articles homonymes, voir Lüttwitz.
Le baron Heinrich Diepold Georg baron von Lüttwitz (6 décembre 1896 à Krumpach – 9 octobre 1969 à Neubourg-sur-le-Danube) est un général allemand des troupes de Panzer (blindés) General der Panzertruppe) qui a servi dans la Heer au sein de la Wehrmacht  durant la Seconde Guerre mondiale.

## Biographie
Après le début de la Première Guerre mondiale, le 10 août 1914, von Lüttwitz s'engage comme porte-drapeau dans le 1er régiment d'uhlans. 
Il est, pendant la bataille de Normandie, commandant de la 2e Panzerdivision avec le grade de Generalleutnant . Pendant la bataille de Mortain il arrive à avancer 15 kilometres vers Avranches en attaquant sans préparation d'artillerie, mais il est entravé près du Mesnil-Adelée par un manque de soutien de la part de Schwerin.  
Lors de la contre-offensive des Ardennes, il encercle les troupes américaines à Bastogne et leur demande de se rendre. Il reçoit en réponse le célèbre « Nuts ! » (« des clous ! ») du général parachutiste américain McAuliffe.
Il fut décoré de la croix de chevalier de la croix de fer avec feuilles de chêne et glaives.
Il est cousin du baron Smilo von Lüttwitz et du comte Hyazinth Strachwitz von Groß-Zauche und Camminetz, tous deux aussi généraux allemands.

## Décorations
- Insigne de combat des blindés en bronze
- Insigne des blessés
  - en or
- Croix allemande en or le 19 décembre 1941 en tant que Oberstleutnant du Schützen-Regiment 59[2]
- Croix de fer
  - 2e classe
  - 1re classe
- Croix de chevalier de la croix de fer avec feuilles de chêne et glaives
  - Croix de chevalier le 27 mai 1942 en tant que Oberst et commandant du Schützen-Regiment 59[3]
  - 571e feuilles de chêne le 3 septembre 1944 en tant que Generalleutnant et commandant de la  2. Panzer-Division[3]
  - 157e glaives le 9 mai 1944 en tant que General der Panzertruppe et commandant général du XXXXVII. Panzerkorps[Notes 1]